# Remo Giazotto
Remo Giazotto (* 4. September 1910 in Rom; † 26. August 1998 in Pisa) war ein italienischer Musikwissenschaftler, Musikkritiker und Komponist.

## Leben
Giazotto studierte am Konservatorium Mailand Klavier und Komposition und an der Universität Genua Literaturwissenschaft und Philosophie. Ab 1932 war er Kritiker bei der Rivista musicale italiana, 1945–1949 auch deren Herausgeber. Von 1949 bis 1977 arbeitete er für die öffentlich-rechtliche Rundfunkanstalt RAI, zunächst als Leiter der Kammermusikprogramme, ab 1966 als Leiter der internationalen Programme. Er war auch Vorsitzender der Prüfungskommission der RAI und Herausgeber ihrer Reihe von Komponistenbiografien.
Als Musikhistoriker lehrte Giazotto 1957–1969 an der Universität Florenz. 1962 wurde er in die Accademia Nazionale di Santa Cecilia berufen, ab 1967 war er Mitherausgeber der Nuova rivista musicale italiana. Neben mehreren Büchern über die Musikgeschichte Genuas schrieb er Biografien der Komponisten Tomaso Albinoni, Giovanni Battista Viotti, Alessandro Stradella und Antonio Vivaldi (für die beiden Ersteren auch thematische Kataloge der Werke, bezeichnet mit G).
Er ist der Vater des Physikers Adalberto Giazotto.

## Kritik
Giazottos musikhistorischen Arbeiten wurde wiederholt eine allzu romanhafte Ausschmückung und ein nachlässiger Umgang mit Quellen vorgeworfen. So schrieb die amerikanische Stradella-Spezialistin Carolyn Gianturco (* 1934) über seine zweibändige Biografie dieses Komponisten:
„Es hat sich herausgestellt, dass viele der von Giazotto angeführten Dokumente unauffindbar sind, während inzwischen andere, ihnen widersprechende ans Licht gekommen sind; und von den wirklich existierenden Dokumenten in seinen Büchern (die in der Regel von anderen entdeckt wurden) sind viele entweder falsch abgeschrieben, falsch zitiert oder falsch verstanden.“
Beispiele für unauffindbare Dokumente, die von der heutigen Forschung rundheraus als Fälschungen angesehen werden, sind etwa Stradellas Taufurkunde, die Giazotto sogar als Faksimile wiedergibt, oder ein Brief aus dem Jahr 1769, der Antonio Celoniat als Lehrer Viottis nachweisen soll.

## Kompositionen
Bekannt wurde Giazotto vor allem durch die Veröffentlichung des Adagios in g-Moll für Streicher und Orgel (1958), das auf Fragmenten einer Triosonate Tomaso Albinonis basieren soll, deren Echtheit aber bisher nicht nachgewiesen werden konnte. Nicht zuletzt wegen zahlreicher Bearbeitungen und der Verwendung in mehreren Filmen zählt es heute zu den populärsten Werken der klassischen Musik.
Neben dem Adagio komponierte Giazotto vor allem Klavierstücke (u. a. Au Tombeau de Ravel, 1957; Svago musicale, 1962) und Lieder (u. a. 6 Canzoni napoletane nach Gedichten von Salvatore di Giacomo, 1955).

## Schriften (Auswahl)
- Il melodramma a Genova nei secoli XVII e XVIII, Genua 1941
- Tomaso Albinoni, ‘musico di violino dilettante veneto’ (1671–1750), Mailand 1945
- Busoni: la vita nell’opera, Mailand 1947
- La musica a Genova nella vita pubblica e privata dal XIII al XVIII secolo, Genua 1952
- Giovan Battista Viotti, Mailand 1956
- Vita di Alessandro Stradella, Mailand 1962
- Vivaldi, Mailand 1965
- Quattro secoli di storia dell’Accademia nazionale di S. Cecilia, 2 Bde., Rom 1970
- Antonio Vivaldi, Turin 1973